# 이치노미야정 (아이치현)
이치노미야정(一宮町)은 아이치현 호이군에 설치되었던 정이다. 2006년 2월 1일에 도요카와시에 편입합병되었다.

## 역사
- 1906년 7월 1일 - 호이군 구와토미촌, 모토시게촌이 합병해 이치노미야촌이 성립하였다.
- 1954년 4월 1일 - 야나군 야마토촌을 편입하였다.
- 1961년 4월 1일 - 정으로 승격해 호이군 이치노미야정이 되었다.
- 2006년 2월 1일 - 도요카와시에 편입 합병되었다.

## 교통

### 철도
- 도카이 여객철도
  - 이다선

### 도로
- 국도 제247호선
- 도메이 고속도로